# Dvärgsprötmossa
Dvärgsprötmossa (Microeurhynchium pumilum) är en bladmossart som först beskrevs av William M. Wilson, och fick sitt nu gällande namn av Mikhail Stanislavovich Ignatov och Vanderp.. Dvärgsprötmossa ingår i släktet dvärgsprötmossor, och familjen Brachytheciaceae. Artens livsmiljö är skogslandskap.